# Jean-Luc Michon
Jean-Luc Michon, né le 8 mai 1959 à Lyon, est un photographe français. Marié à Laure Szarvasi née le 2 mars 1957 à Versailles (assistante et styliste photo) durant les premières années de la carrière du photographe .

## Biographie

### Études (1976-1981)
Jean-Luc Michon étudie les arts visuels, à l’école supérieure d’arts appliqués à Lyon, suivies d'une formation de trois ans aux Beaux-Arts de Dijon

### Graphiste (1982-1984)
Après avoir terminé ses études, il a commencé sa carrière dans le domaine de la publicité en tant que graphiste, puis comme directeur artistique au sein d'une agence de publicité.

### Photographe (1985-2023)
En 1985 sa passion pour la photographie l’a incité à fonder son propre studio de photographie à Lyon.
En 1990 victime de l'incendie de son studio à Villeurbanne il partage son activité entre Lyon et Paris, en louant à la journée des studios.
En 1991 après s’être présenté à la rédaction du magazine PHOTO, il est sélectionné  par le directeur artistique Eric Colmet Daâge pour le numéro 288 consacré aux nouveaux talents.
En 1992 il réalise l’affiche de la 5e Biennale de la danse de Lyon «Pasión de España». dans les studios Kargo à Villeurbanne.
En 1993 en adoptant les nouvelles technologies dès leur avènement, il est devenu l'un des premiers photographes à intégrer la retouche numérique dans son travail avec Adobe Photoshop et Live Picture. Interview et publication dans le magazine Chasseur d’images numéro 150
En 1994 il est le premier studio de photographie en France à s’équiper du dos numérique Hasselblad DB 4000 ce qui fait l’objet de plusieurs publications et une publication et interview dans le magazine Chasseur d’images numéro 160
En 1998 il participe comme photographe au concours Elite France et remarque la jeune mannequin en devenir Julie Bruyère, avec qui il entame sa collaboration en réalisant ses premières séances photo et en signant ses premiers contrats.
En 1999 il participe avec comme modèle Julie Bruyère au concours organisé par Fulmen sur le thème de la femme de l’an 2000 et obtient le 1er prix
En 2000 il inaugure en présence de Gérard Collomb son nouveau studio «Diamond Dogs studio» situé Quai Arloing à Lyon 9e, dans un loft de 220m2 aménagé dans  une ancienne usine sur les quais de Saône.
En 2016 plusieurs scènes de la série télévisée Cassandre saison 1 sont tournées dans le loft (loft du Capitaine Pascal Roche dans les épisodes 2, 3 et 4, L’École est finie, Neiges éternelles & Turbulences) diffusés en 2016 & 2017.
En Septembre 2022 il s’intéresse à la création d’images par intelligence artificielle dès la mise en ligne du programme Midjourney via Discord. Il publie de nombreuses images sur Instagram ce qui attire à nouveau l’attention du magazine PHOTO.
Début 2023 il est recontacté par la directrice de la rédaction Agnès Grégoire du magazine PHOTO  qui prépare un dossier sur l’intelligence artificielle. Un interview,par la rédactrice Cyrielle Gendron présente ses travaux et il illustre aussi la couverture du numéro 555 de PHOTO intitulé «faut-il avoir peur de l’IA?»
Fin 2023 arrêt de sa carrière professionnelle de photographe (retraite)
Jean-Luc Michon a collaboré avec des agences de mannequins, des stylistes, des marques de lingerie réalisant des photos pour Nina Ricci, Millesia, Maison Lejaby, Chantal Thomass, Dior, Guy Laroche, Maison Malfroy. Il a photographié des artistes, sportifs et mannequins comme Camille Rowe, Tatiana-Laurence Levasseur, Xavier Delarue, Vanessa Demouy, Djimon Hounsou, Éric Abidal, Mélody Vilbert, Laury Thilleman

### Arts numériques (depuis 2023)
À la suite de sa carrière de photographe de mode, Jean-Luc Michon explore les meta-univers et collabore avec l’artiste musicien Le Did pour créer ses visuels et ses clips vidéo, utilisant l'intelligence artificielle comme outil créatif avec Midjourney. En 2023 il participe au concours mondial d’animation pour l’anniversaire des 50 ans de la sortie du disque des Pink Floyd «The Dark Side Of The Moon» et présente deux clips réalisés par intelligence artificielle «Time» et «Any Colour You Like». 

## Expositions collectives
- 2000 Lauréat du concours Fulmen «la femme de l'an 2000»[20] Exposition à Paris.
- 2003 à 2007 Festival International de la photographie de mode Cannes, France
- 2015 15e Festival Européen de la photo de nu Arles, France

## Publications et presse
- 1991 Magazine PHOTO N°288[1] France
- 1993 Revue Hasselblad News N°4 France
- 1993 Chasseur d'images N°150[5] France
- 1994 Chasseur d’images N°160[6] France
- 1995 Etapes graphiques[21] N°8 France
- 1995 Réponses Photo N°43 France
- 1996 Live Picture Revealed By Josh Karson États-Unis[4]
- 1997 Declic Photo N°10[22] France
- 1999 Deci Dessous magazine N°1[23] France
- 2000 Magazine Photo Plus N°5[8] France
- 2000 Photo vidéo numérique N°15[24] France
- 2004 VIP Rhône-Alpes "le guide des personnalités de la région"[25]
- 2023 Magazine PHOTO [14] N°555 Paris, France
- 2023 Artmajeur magazine «IA: la peinture est-elle morte à ce jour?»
- 2023 Artmajeur magazine interview «Portrait d’artiste[26]»
- 2024 Clips du musicien Le Did[27]